# لمور بامبوی طلایی
 لمور بامبوی طلایی (نام علمی: Hapalemur aureus) نام یک گونه از تیره لموریان است.